# 断熱定理
断熱定理（英語: adiabatic theorem）は、ハミルトニアンがゆるやかに時間変化する状況では、ある時刻に系を（その時刻での）ハミルトニアンの一つの固有状態として用意した場合に、縮退がない場合には、時間発展した後の状態は当初の固有状態に対応する固有状態であるという定理である。

## 証明
ハミルトニアンが時間に依存しない場合、エネルギーが{\displaystyle E_{n}}と表され、初期状態が対応する固有状態{\displaystyle |\psi _{n}\rangle }である場合、時刻tでの状態{\displaystyle |\Psi _{n}(t)\rangle }は
{\displaystyle |\Psi _{n}(t)\rangle =\exp(-\mathrm {i} E_{n}t/\hbar )|\psi _{n}\rangle }
と記述できる。ハミルトニアンが時間に依存する場合、時刻ごとに対応するハミルトニアンが異なるわけだが、ハミルトニアンがエルミート演算子であることは変わらないので、いずれの時刻においてもスペクトル分解が可能であり、そのような、各時刻tでのハミルトニアンと対応する固有値と固有状態について、
{\displaystyle {\hat {H}}(t)|\psi (t)\rangle =E_{n}(t)|\psi _{n}(t)\rangle }　... (i)
と表しておくことにする。エルミート演算子の固有ベクトルに対しては、正規直交性
{\displaystyle \langle \psi _{n}(t)|\psi _{m}(t)\rangle =\delta _{nm}} ...(ii)
を課すことが可能である。
さて、ここでシュレーディンガー方程式
{\displaystyle \mathrm {i} \hbar {\frac {\mathrm {d} }{\mathrm {d} t}}|\psi (t)\rangle ={\hat {H}}|\psi (t)\rangle } ... (iii)
について考察し、断熱定理を満たすような形で状態が時間発展することを確かめたい。
まず、エルミート演算子の固有状態はヒルベルト空間の完全系を張っていることを利用して、解となる状態は、それぞれの時刻にそれぞれの時刻での固有状態で展開できることを用いて、
{\displaystyle |\Psi (t)\rangle =\sum _{n}c_{n}(t)\exp(\mathrm {i} \theta _{n}(t))|\psi _{n}(t)\rangle } ... (iv)
と記述しておくことにする。ただし、以後の計算の都合、位相について
{\displaystyle \theta _{n}(t)=-1/\hbar \int _{0}^{t}E_{n}(t')\mathrm {d} t'} ...(v)
の関数を導入して調整することにしておく。
次に、この解をシュレディンガー方程式に代入し、{\displaystyle \langle \psi _{m}|}を左から掛ける。すると
{\displaystyle \sum _{n}c_{n}\delta _{nm}\exp(\mathrm {i} \theta _{n})=-\sum _{n}c_{n}\langle \psi _{m}|{\dot {\psi _{n}}}\rangle \exp(\mathrm {i} \theta _{n})} ...(vi)
{\displaystyle {\dot {c}}_{m}(t)=-\sum _{n}\langle \psi _{m}|{\dot {\psi _{m}}}\rangle \exp(\mathrm {i} (\theta _{n}-\theta _{m}))} ...(vii)
の条件が得られる。ここで、固有方程式(i)の両辺をtで微分する。
{\displaystyle {\dot {H}}|\psi _{n}\rangle +H|{\dot {\psi }}_{n}\rangle ={\dot {E_{n}}}|\psi _{n}\rangle +E_{n}|{\dot {\psi }}_{n}\rangle } ...(viii)
{\displaystyle n\neq m}の場合、(viii)式の左から{\displaystyle \langle \psi _{m}|}を掛けることによって、
{\displaystyle \langle \psi _{m}|{\dot {H}}|\psi _{n}\rangle =(E_{n}-E_{m})\langle \psi _{m}|{\dot {\psi _{m}}}\rangle }　... (ix)
を得られる。また、(vii)式に(iv)式の結果を用いることによって、
{\displaystyle {\dot {c}}_{m}(t)=-c_{m}\langle \psi _{m}|{\dot {\psi _{m}}}\rangle -\sum _{n\neq m}c_{n}{\langle \psi _{m}|{\dot {H}}|\psi _{n}\rangle  \over {E_{n}-E_{m}}}\exp(-\mathrm {i} /\hbar \int _{0}^{t}[E_{n}(t')-E_{m}(t')]\mathrm {d} t')}
という関係を得ることができる。
さて、ここで断熱近似、すなわち、ハミルトニアンの時間変化が十分に小さいということで、{\displaystyle \langle \psi _{m}|{\dot {H}}|\psi _{n}\rangle =0}が成立するとすれば、
{\displaystyle c_{m}(t)=c_{m}(0)\exp(\mathrm {i} \gamma _{m}(t))} ... (x)
という解が得られる。ただし、
{\displaystyle \gamma _{m}(t)\equiv \mathrm {i} \int _{0}^{t}\langle \psi _{m}(t)|{\dot {\psi }}_{m}(t')\rangle \mathrm {d} t'} ...(xi)
と記述されるもので、断熱発展が周期的なものであれば、γはBerry位相となる。(x)式の結果を(iv)式に適用することで、
{\displaystyle |\Psi _{n}(t)\rangle =\exp(-\mathrm {i} \theta _{n}(t)t/\hbar )\exp(-\mathrm {i} \gamma _{n}(t)/\hbar )|\psi _{n}(t)\rangle }
という結論を得ることができる。

## 参考
1. ↑  Griffiths, David J. (2018年8月). “Introduction to Quantum Mechanics” (英語). Cambridge Core. doi:10.1017/9781316995433. 2020年3月27日閲覧。